# Tropikamid
Tropikamid (łac. tropicamidum) – wielofunkcyjny organiczny związek chemiczny, z grupy pirydyn, cholinolityk, lek stosowany w diagnostyce i przygotowaniu do zabiegów okulistycznych.

## Mechanizm działania
Mechanizm działania tropikamidu polega na konkurencyjnym antagonizmie do acetylocholiny, w stężeniu 0,5% powoduje porażenie mięśni zwieracza źrenicy i rzęskowego, natomiast w stężeniu 1% dodatkowo powoduje porażenie akomodacji oka. Maksymalne rozszerzenie źrenicy występuje po 15 minutach, utrzymuje się przez 1 godzinę i powoli ustępuje do 4–6 godzin.

## Zastosowanie
- do wziernikowania dna oka w diagnostyce okulistycznej[4],
- w stanach przedoperacyjnych, wymagających zastosowania krótko działającego środka rozszerzającego źrenicę[4].

Tropikamid znajduje się na wzorcowej liście podstawowych leków Światowej Organizacji Zdrowia (WHO Model Lists of Essential Medicines) (2015).
Tropikamid jest dopuszczony do obrotu w Polsce (2018).

## Działania niepożądane
Działania niepożądane są podobne do atropiny, a ich częstość pozostaje nieznana. U dzieci mogą występować zaburzenia ze strony ośrodkowego układu nerwowego oraz niewydolność krążeniowo-oddechowa, spowodowane ogólnoustrojowym działaniem leku.